# عشریه

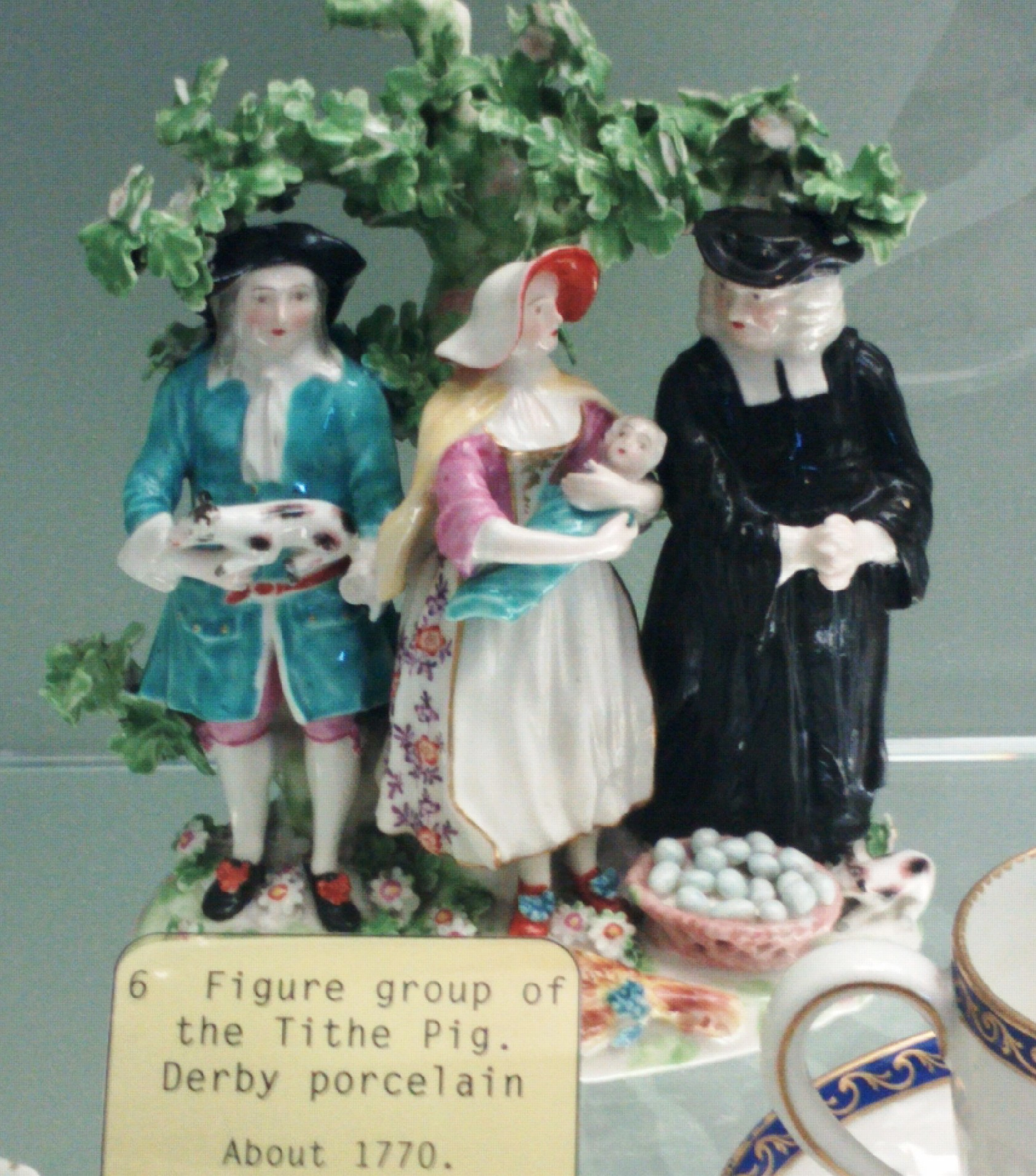
گروه خوک عشریه, از چینی داربی, c. 1770

عشریه یا دهم (/ taɪð /؛ از (انگلیسی قدیمی: teogoþa)"دهم")(به انگلیسی: Tithe) بخشی از دهمِ چیزی (مانند دودهم: یک پنجم کل آن) است که به عنوان کمک یا وظیفه به یک سازمان مذهبی یا مالیات اجباری به دولت پرداخت می‌شود. امروزه، عشریه‌ها به‌طور معمول داوطلبانه و به صورت نقدی یا چک پرداخت می‌شوند، در حالی که از نظر تاریخی به عنوان عشریه‌های کشاورزی که باید پرداخت می‌شد به شکل کالا و محصول، مانند محصولات کشاورزی و فراورده‌های مزرعه بود. چندین کشور اروپایی برای حمایت مالی کلیسای ملی خود، مالیات کلیسایی را در ضمن سیستم مالیاتی تحمیل می‌کنند.
قوانین و رسوم سنتی شریعت یهود هلاخا انواع مختلفی از عشریه را از زمان‌های قدیم دربر داشته‌است. یهودیان ارتدکس معمولاً (maaser kesafim) را اعمال می‌کنند (۱۰٪ از درآمد خود را به امور خیریه اختصاص می‌دهند).
در مورد مسیحیت، بسیاری از فرقه‌ها اعتقاد دارند که عیسی مسیح آموخته‌است که «دهه باید در رابطه با نگرانی عمیق از عدالت، رحمت و وفاداری انجام شود» (به متی 23:23).  در شوراهای اولیه کلیسای مسیحیان، از جمله شورای تورها در سال ۵۶۷، و همچنین شورای سوم Mâcon در ۵۸۵ تدریس می‌شد.